# Theodore Levitt
Theodore Levitt (1 de Março de 1925 - 28 de Junho de 2006) foi um economista nascido na Alemanha e radicado nos Estados Unidos.
Mestre da Harvard, é um dos nomes conceituados em .  Escreveu o livro A Imaginação de Marketing e ainda o artigo Miopia em Marketing.
A miopia em marketing é um fenómeno que, possivelmente, todas as organizações já passaram algum dia, sejam elas de grande porte ou de pequeno porte, públicas ou privadas. Ocorre em todas as organizações que já foram, em algum momento, um setor de  expansão. Este fenómeno tende a acontecer pelo fato de que estas organizações concentrarem seu foco somente no produto, ao invés de se preocuparem, primeiramente, com seus clientes.
Foi descoberto e estudado primeiramente por Theodore Levitt. Ele percebeu que as organizações que passam por este processo perdiam o seu foco de negócio, visando apenas o seu produto. As organizações de sucesso, actualmente, são aquelas que têm como foco principal seus clientes.
Por esse motivo, grande parte das organizações teve que passar por um processo de reconstrução reorganização, pois não estavam definindo correctamente seu ramo de negócio, criando uma satisfação ilusória.
O que estava faltando era à vontade dessas organizações de sobreviver no mercado e de atender seu público-alvo com habilidade. Esse fato se concretizou com o surgimento do mito de superioridade. As organizações acreditavam na superioridade inigualável de seu produto, e, se esqueciam completamente, que a competição exige um diferencial. Boa aparência do produto, bom preço, melhor qualidade, durabilidade, flexibilidade, etc. são factores importantes que geram as preferências dos consumidores.
A imagem visual do produto é, hoje, algo a ser vendido com ele. O mundo atual é focado no estético. Sobressai-se as organizações que renovam as embalagens dos seus produtos a cada campanha, seu slogan, modelo de logo, etc., enfim àquelas organizações que procuram atender os desejos/necessidades de seus clientes.
Mas, para que isso aconteça e progrida, é essencial que estas organizações se globalizem, incentivando seu crescimento e aprimoramento, bem como das tecnologias que são aplicadas no processo produtivo. Para poderem sobreviver neste mercado, onde há muita concorrência, as organizações devem antecipar os cenários, de acordo com as variáveis externas e internas, os quais estejam inseridas.
Porém, nem sempre ocorre a aceitação dessa nova visão. A dificuldade em aceitar as mudanças e a evolução dos mercados prende as organizações na forma de gestão considerada hoje obsoleta. O gestor deve possui a visão da evolução, da mudança. O que hoje é sucesso, amanhã poderá ser fracasso.